# 九峰街道
九峰街道，是中华人民共和国湖北省武汉市洪山区下辖的一个乡镇级行政单位。

## 行政区划
九峰街道下辖以下地区：
王店社区、九峰村、三星村、群建村、新洪村、新农村、新建村、马驿村、保丰村、新跃村和何刘村。